# Passo di Giau
Der Passo di Giau (buchensteinisch-ladinisch Jou de Giau, ampezzanisch-ladinisch El Jou) ist ein 2236 m s.l.m. hoher Gebirgspass in den Ampezzaner Dolomiten in den italienischen Alpen. Er liegt im Cadore in der Provinz Belluno und verbindet Cortina d’Ampezzo im Valle del Boite mit Selva di Cadore. Bei entsprechenden Wetterverhältnissen ist die Passstraße SP638 „del Passo di Giau“ auch im Winter geöffnet.
Neben dem Passo di Falzarego (2105 m) stellt der Passo di Giau die zweite Verbindung zwischen dem Valle del Boite und dem Fodom dar. Er verläuft zwischen der Ra Gusela und der Cernera.

## Auffahrten
Die Nordauffahrt beginnt in Cortina d’Ampezzo und führt zunächst über die SR48 nach Pocòl, wo sich die Straße teilt. Während es gerade aus zum kleineren Passo di Falzarego (2105 m) geht, biegt man links ab und gelangt auf die SP638. Die ersten fünf Kilometer weisen eine durchschnittliche Steigung von rund 7 % auf und bieten besonders im unteren Teil einen guten Ausblick auf Cortina d’Ampezzo. Kurz vor einer Tunnelpassage erreicht man das bewaldete Gebiet, das über fünf Kehren zur Abzweigung führt. Der erste Kilometer der SP638 führt über eine kurze Abfahrt, ehe die Straße erneut zu steigen beginnt. Die verbleibenden 8,5 Kilometer weisen einen höheren Steigungsschnitt auf, wobei einzelne Kilometer im Schnitt über 10 % liegen. Die Streckenführung wechselt zwischen längeren Graden und engen Kurven-Kombinationen. Rund 4,5 Kilometer vor der Passhöhe lichtet sich der Wald und man absolviert den letzten Kilometer oberhalb der Baumgrenze. Im Schnitt liegt die Steigung der 15,9 Kilometer langen Nordauffahrt bei 6,5 %.
Die Südauffahrt beginnt bei der Abzweigung von der SP251 auf die SP638 unweit von Selva di Cadore. Bereits auf den ersten Kilometern erreicht der Pass mit 14 % seine maximale Steigung. Die einzelnen Kilometerschnitte sinken zudem nur selten unter 9 %. Nachdem die Straße Anfangs größtenteils gerade verläuft, nimmt im weiteren Verlauf die Anzahl der Kurven zu. Kurz nachdem eine Tunnelpassage durchfahren wurde, überquert man die Waldgrenze und absolviert die letzten 4,5 Kilometer im offenen Terrain. Die Südseite weist auf einer Länge von 9,8 Kilometern eine durchschnittliche Steigung von 9,4 % auf.

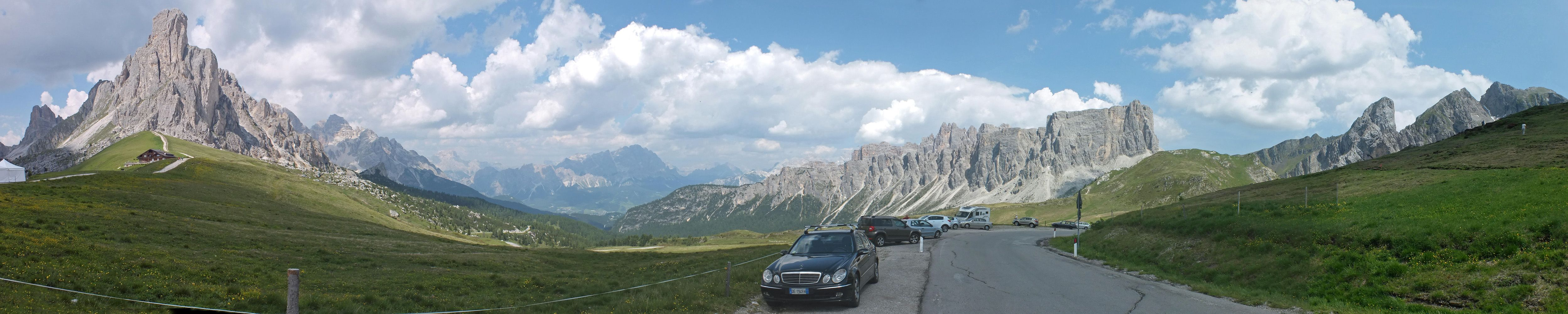
Am Passo di Giau nach Osten, links die Ra Gusela, in der Bildmitte die Lastoni di Formin und ganz rechts der Monte Cernera.

## Radsport
Der Passo di Giau ist ein bei Radsportlern beliebter Pass. Im Rahmen des Maratona dles Dolomites bildet er den vorletzten und anspruchsvollsten Anstieg. Im Ultracycling war der Passo di Giau 2016 Checkpoint des Transcontinental Race und 2018 sowie 2022 des Three Peaks Bike Race.

### Giro d’Italia

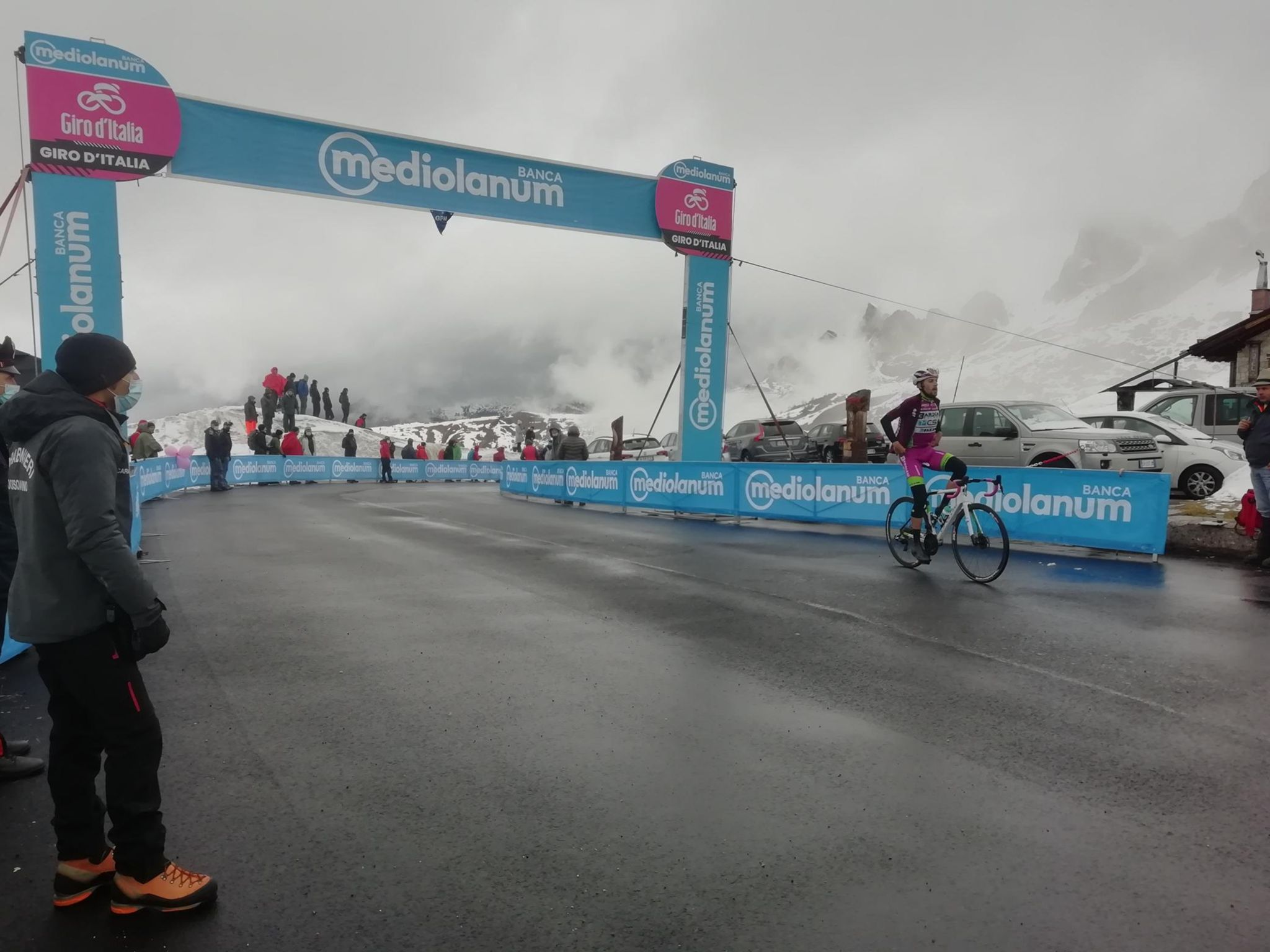
Passo di Giau auf der 16. Etappe des Giro d’Italia 2021

Der Giro d’Italia überquerte den Passo di Giau bereits mehrmals. Die erste Befahrung des Passo di Giau fand über die Südseite im Jahr 1973 statt. Damals sicherte sich der Spanier José Manuel Fuente die Bergwertung auf der 19. Etappe, die von Andalo nach Auronzo di Cadore führte. Da der Pass den höchsten Punkt der 56. Austragung darstellte, wurde er mit der Cima Coppi versehen. Die Nordauffahrt wurde bei der zweiten Überquerung erst im Jahr 1989 in Angriff genommen. Besonders seit dem Jahr 2007 war der Passo di Giau vermehrt Teil der Streckenführung und wurde seither fünf weitere Male befahren. Die letzte Auffahrt erfolgte im Jahr 2021 auf der 16. Etappe, die der Kolumbianer Egan Bernal gewann. Aufgrund des anhaltenden Schlechtwetters bildete der Passo di Giau als Schlussanstieg die einzige Schwierigkeit der Etappe, da die anderen Pässe aus dem Programm genommen wurden. Bernal setzte sich im Rosa Trikot ab und überquerte den Pass an der Spitze des Rennens bei Temperaturen knapp oberhalb des Gefrierpunktes. Im Jahr 2013 musste der Pass aufgrund von Schlechtwetters aus dem Programm genommen werden. Auf der 19. Etappe des Giro d’Italia 2023 wurde zuletzt erneut die anspruchsvollere Südseite des Passo di Giau befahren.
| Jahr | Etappe     | Bergwertung  | Fahrer             | Auffahrt |
| ---- | ---------- | ------------ | ------------------ | -------- |
| 1973 | 19. Etappe | Cima Coppi   | José Manuel Fuente | Süd      |
| 1989 | 14. Etappe | GPM          | Henry Cárdenas     | Nord     |
| 1992 | 13. Etappe | GPM          | Bruno Cornillet    | Süd      |
| 2007 | 15. Etappe | 1. Kategorie | Leonardo Piepoli   | Süd      |
| 2008 | 15. Etappe | 1. Kategorie | Emanuele Sella     | Süd      |
| 2011 | 15. Etappe | Cima Coppi   | Stefano Garzelli   | Nord     |
| 2012 | 17. Etappe | 1. Kategorie | Domenico Pozzovivo | Süd      |
| 2016 | 14. Etappe | 1. Kategorie | Darwin Atapuma     | Süd      |
| 2021 | 16. Etappe | Cima Coppi   | Egan Bernal        | Süd      |
| 2023 | 19. Etappe | 1. Kategorie | Derek Gee          | Süd      |